# Љубавници (тарот карта)
Љубавници (VI) су шести адут или карта Велике Аркане у већини традиционалних тарот шпилова. Користи се приликом играња игара као и за прорицање.

## Тумачење
Према књизи А. Е. Вејта из 1910. Сликовни кључ тарота, карта љубавника носи неколико гатачких асоцијација:
6. ЉУБАВНИЦИ. — Привлачност, љубав, лепота, превладавање искушења. Обратно: Неуспех, глупави науми. Други извештај говори о фрустрираном браку и о супротностима свих врста.
У неким традицијама, љубавници представљају односе и изборе. Његов изглед у раширењу указује на неку одлуку о постојећој вези, на искушење срца или на избор потенцијалних партнера. Често ће неки аспект живота Упитивача морати да се жртвује; животни стил удавача или удаваче може бити жртвован и створена веза (или обратно), или се може изабрати један могући партнер док је други одбачен. Какав год да је избор, не треба га доносити олако, јер ће последице бити трајне.
Карта Љубавници је повезана са зодијачким знаком Близанци, и у неким шпиловима је позната и као Близанци. Друге асоцијације су на Ваздух, Меркур и хебрејско слово ז (Зајин).